# راندي جاي غودوين
راندي جاي غودوين (بالإنجليزية: Randy J. Goodwin)‏ مواليد 24 ديسمبر 1967 في أوماها، هو ممثل أمريكي بدأ مسيرته الفنية سنة 1996.

## الأعمال

### مسلسلات
- حكم عرفي (1998)
- غيرلفريندز (2000) (بدور: ديفيس هاميلتون)
- 24 (2002) (بدور: نيومان)
- سي اس آي: التحقيق في موقع الجريمة (2003)
- نعم عزيزي (2004)
- إن سي آي إس (2004)
- سي إس آي: ميامي (2005) (بدور: جيسون ويتني)
- يوميات مصاص دماء (2010)
- ذا منتاليست (2012)

## روابط خارجية
- راندي جاي غودوين على موقع IMDb (الإنجليزية)
- راندي جاي غودوين على موقع قاعدة بيانات الفيلم (الإنجليزية)